# Суммонте
Суммонте (итал. Summonte) — коммуна в Италии, располагается в регионе Кампания, в провинции Авеллино.
Население составляет 1563 человека, плотность населения составляет 130 чел./км². Занимает площадь 12 км². Почтовый индекс — 83010. Телефонный код — 0825.
Покровителем коммуны почитается святитель Николай Мирликийский, чудотворец, празднование 6 декабря.